# Баня-Березівська сільська рада
| Бане-Березівська сільська рада — колишній орган місцевого самоврядування у Косівському районі Івано-Франківської області з адміністративним центром у с. Баня-Березів. Водоймища на території, підпорядкованій даній раді: річка Ратунзява. Сільській раді були підпорядковані населені пункти: - с. Баня-Березів |

## Склад ради
Рада складалася з 16 депутатів та голови.

### Керівний склад ради
| ПІБ                      | Основні відомості                                            | Дата обрання | Дата звільнення |
| ------------------------ | ------------------------------------------------------------ | ------------ | --------------- |
| Пукас Микола Миколайович | Сільський голова, 1956 року народження, освіта, безпартійний | 26.03.2006   | 31.10.2010      |
| Пукас Микола Миколайович | Сільський голова, 1956 року народження, освіта, безпартійний | 31.10.2010   |                 |

Примітка: таблиця складена за даними джерела